# 栗山麗美
栗山 麗美（くりやま れいみ、1987年5月16日 - ）は、女性フリーアナウンサーで元UHB北海道文化放送のアナウンサー。TCP Artist所属。

## 略歴･人物
- 東京都西東京市出身。身長165cm。学習院女子大学卒業後、2010年4月入社。同期入社は中野涼子で大学の先輩。
- 入社2日目にファイターズ木田優夫投手への突撃取材を敢行[1]。以来『Fの炎』、『U型テレビ』内の同投手の不定期コーナーを担当。
- サッカークラブのコンサドーレ札幌の取材にも頻繁に出かけサポーターにはよく知られている。プライベートで遠路アウェイのゲームまで観戦に出掛けるほど熱心である。
- 夢は北海道日本ハムファイターズの優勝とコンサドーレ札幌のJ1昇格に立ち会う事と語っていたが、後者の夢は2011年[2]、前者は2012年[3] に叶えられて念願のシャンパンファイト(ビールかけ)取材にも参加できた。2012年度シーズンは『土曜すぽると!』（フジテレビ系列）のコンサドーレ応援リポーターにも起用され、札幌市内で試合がある日の大半に登場している。
- 新体操の全国大会に出場した経歴がある。
- 2014年3月に北海道文化放送を退社後、フリーアナウンサーとして東京に拠点を移す。
- 2017年5月27日挙式、同年12月28日女児を出産。[4]

## 出演番組

### 北海道文化放送アナウンサー時代
- スポーツワイド Fの炎〜SPORT HOKKAIDO〜（2010年4月5日 - 2011年3月28日）
- 早おき!てれび めざまし北海道（2010年4月14日 - 2011年3月30日） - 水曜キャスター
- U型テレビ（2011年4月4日 - 2013年9月） - スポーツコーナー「燃えすぽ!」リポーター 主に金曜日担当
- 土曜すぽると!J1マルカトーレハイライト（2012年3月24日 - 11月24日） - リポーター
- サタすぽ（2012年4月7日 - 2013年3月） - MC
- アナガチ（2012年4月17日 - 2014年3月18日） - MC
- UHBスーパーニュース（2013年4月 - 2014年3月28日） - スポーツコーナー「え～る」担当キャスター
- UHBニュース

### フリーアナウンサー時代
- U-MA～ウーマ・世にもキミョウな“馬”物語（2014年、グリーンチャンネル） - アシスタント
- 都市対抗野球大会ダイジェスト（2014年以降毎年7月、5いっしょ3ちゃんねる共同制作・テレビ埼玉幹事） - キャスター ※J SPORTSにもネット
- めちゃ×2イケてるッ!（2014年8月30日、フジテレビ） - 番組リポーター役
- TVSライオンズアワー（2015年3月27日 - 、テレビ埼玉） - リポーター
- LIONS CHANNEL（2015年3月30日 - 、テレビ埼玉） - アシスタント